# Ořechov (district de Brno-Campagne)
Pour les articles homonymes, voir Ořechov.
Ořechov (en allemand : Groß Urhau) est une commune du district de Brno-Campagne, dans la région de Moravie-du-Sud, en République tchèque. Sa population s'élevait à 2 785 habitants en 2020.

## Géographie
Ořechov se trouve à 7 km à l'ouest-sud-ouest de Modřice, à 12 km au sud-ouest du centre de Brno et à 167 km au sud-est de Prague.
La commune est limitée par Střelice, Nebovidy et Moravany au nord, par Želešice et Hajany à l'est, par Syrovice, Bratčice et Mělčany au sud, et par Silůvky, Prštice et Radostice à l'ouest.

## Histoire
La première mention écrite de la localité date de 1234.